# Беркут Наталія Петрівна
Ната́лія Петрі́вна Бе́ркут (* 1975) — українська спортсменка-легкоатлетка. Рекордсменка України в бігу на 5000 та 10000 метрів.

## З життєпису
На Чемпіонаті України з легкої атлетики-1998 здобула срібло — 5000 метрів.
Чемпіонка України 2000 року — дистанції 5000 і 10000 метрів.
Чемпіонка України-2001, -2002, -2003 та та 2004 років — 10000 метрів.
На Чемпіонаті України з легкої атлетики 2005 року здобула золоту (10000 метрів) та срібну (5000 метрів) нагороди.
Чемпіонка України 2006 року — біг на 5000 метрів.
На Всеукраїнських літніх спортивних іграх-2007 здобула золоту (10000 метрів) та срібну (5000 метрів) нагороди.
Учасниця Олімпійських ігор 2004 і 2008 років.
Зайняла сьоме місце на Чемпіонаті світу з напівмарафону 2006 року.